# هيوي لونغ
هيوي بيرس لونغ الابن (بالإنجليزية: Huey Long) (30 أغسطس 1893 – 10 سبتمبر 1935)، الملقب كينغفيش، هو سياسي أميركي شغل منصب الحاكم الأربعين لولاية لويزيانا بين عامي 1928-1932 وكعضو في مجلس الشيوخ عن الولاية في الفترة من 1932 حتى اغتياله في عام 1935. كان لونغ عضوا في الحزب الديمقراطي، وكان شعبويا وندد بالأغنياء والبنوك، ودعى إلى مشاركة الثروة. قاد لونغ شبكة واسعة من المؤيدين لكونه زعيم المشهد السياسي في الولاية، وكان على استعداد لتنفيذ قراراته بالقوة. هيوي لونغ هو رب عائلة لونغ السياسية البارزة.
اشتهر لونغ ببرنامجه «مشاركة ثروتنا»، الذي أنشئ في عام 1934 تحت شعار «كل رجل هو ملك». وعرض مجموعة تدابير جديدة لإعادة توزيع الثروة في شكل ضريبة على صافي الموجودات للشركات والأفراد للحد من الفقر والتشرد اللذان اجتاحا البلاد خلال فترة الكساد الكبير. دعى لونغ لتحفيز الاقتصاد عن طريق الإنفاق الفدرالي على الأعمال العامة والمدارس والكليات ومعاشات الشيخوخة. وكان ناقدا شديدا لسياسات نظام الاحتياطي الفدرالي.
قام لونغ بتأييد فرانكلين روزفلت في الانتخابات الرئاسية عام 1932، إلا أنه انفصل عن روزفلت في يونيو 1933 وخطط للترشح بنفسه في انتخابات عام 1936 وتحالف مع الكاهن الكاثوليكي النافذ ومعلق الراديو تشارلز كوغلين. اغتيل لونغ في عام 1935، وتلاشت حركته الوطنية بعد ذلك، ولكن إرثه استمر في لويزيانا من خلال زوجته، السيناتور روز ماكونيل لونغ، وابنه السيناتور راسل بي لونغ.
تم توسيع المستشفيات والمؤسسات التعليمية تحت قيادة لونغ، وتم وضع نظام للمستشفيات الخيرية لتقدم الرعاية الصحية للفقراء، وبناء الطرق السريعة والجسور للحد من عزلة الريف، وقدم الكتب المدرسية مجانا لأطفال المدارس. ولا يزال لونغ شخصية مثيرة للجدل في تاريخ لويزيانا، حيث أطال نقاده وأنصاره النقاش فيما إذا كان بإمكانه أن يصبح دكتاتورا أو زعيما غوغائيا.

## ولادته ونشأته
ولد لونغ في لويزيانا بتاريخ30 اغسطس سنة 1893م، بمدينة وينفيلد بولاية لويزيانا بعد شقيقه أيرل، وهو ينتمي إلى الكنيسة المعمدانية، وتدرّج من العمل كصبي مزرعة ثم بائع متجول ثم محام ٍ (درس في الجامعة نفسها التي درس فيها قاتله).

## أعماله

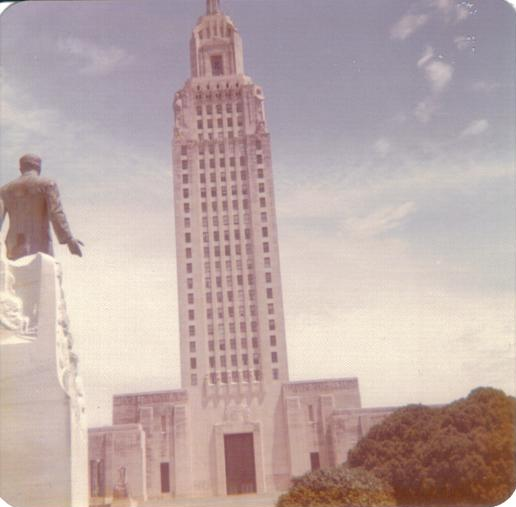
تمثال لهوي لونغ في مدينة باتون روج ، بولاية لويزيانا.

في عام 1928م، انتخب حاكماً لولاية لويزيانا على إساس من شعبيته كداعية إصلاح ومساند لمساعدة الآسرة العاملة. ولقد تمكّن من إشادة الطرقات عامّة ومستشفيات حكومية ومدارس لتعليم أبناء القرى النائية. لقد حقّق ذلك من خلال فرض ضرائب على أصحاب الأموال، وخاصة شركات النفط. كانت أهدافه نبيلة، ولم يترك العملية الديمقراطية بأساليبها تعيقه عن تحقيق أهدافه النبيلة.
ومن أجل تأمين المال لتنفيذ تلك المشاريع، قرّر قبول المعونة من أي جهة كانت. وهكذا، عندما طرد عمدة نيويورك (مدينة) زعماء المافيا من مدينته، وعلى رأسهم فرانك كوستيللو، استقبله لونغ في ولايته، وبالتالي جلب الملايين من الدولارات إلى الخزينة.
لم تنجح سياسة القبضة القوية دوماً مع لونغ، ففي عام 1929م، عندما حاول فرض ضريبة على رجال النفط الأثرياء، تآمر مجلس نواب الولاية ضد لونغ وحاولوا إلصاق تهمة الرشوة وسوء السلوك به، لكنهم لم يتمكنوا من تقديم دليل ضدّه.

## انتخابه لعضوية مجلس الشيوخ الأمريكي
```
في عام 1930م، انتخب لونغ لعضوية مجلس الشيوخ الأمريكي، وبذلك صار سيناتوراً.
```

على مدى سنة ونصف، لم يسافر السيناتور لونغ إلى واشنطن العاصمة، ولم يجلس على مقعده في مجلس الشيوخ الأمريكي، فقد تخوّف من استلام حاكم لويزيانا الجديد منصبه، وبالتالي يلغي جميع الإصلاحات التي طبّقها في لويزيانا. وهكذا بقي لونغ في ولايته ليحول دون استلام الحاكم الجديد مهام منصبه.
صحيح أن نوايا لونغ كانت حسنة وإصلاحية، لكنه خرج عن المسار الديمقراطي وتّصرف وفق أسلوب الدولة البوليسية مّما يذكّرنا بالقائد أدولف هتلر.
لقد رفع هتلر مستوى أداء الحكومة في ألمانيا من خلال إهمال المجلس النيابي، وإقامة دولة بوليسية. كما أنَّ بينيتو موسوليني بدأ سياسته في إيطاليا بشقّ المزيد من الطرقات وتشييد المشاريع العامة وتسيير القطارات بانتظام ودقّة.

## ترشحه لمنصب رئاسة الولايات المتحدة الأمريكية

صورة تعود لهوي لونغ سنة 1933

بدأ لونغ يشق طريقه نحو منصب الولايات المتحدة، وراح يروّج خطته الجديدة تحت عنوان (المشاركة في الثروات) التي تقترح تأمين مخصّصات لكل أسرة في الولايات المتحدة الأمريكية، وبدأ لونغ يجمع تأييداً واسعاً في أوساط أصحاب الأصوات الانتخابية الذين ضربتهم موجة الكساد الكبير في عقد الثلاثينات.

## اغتياله

توقيع لهوي لونغ

ضمن خصوم لونغ، كان هناك الدكتور كارل فيس، وقد قرّر اغتياله يوم 9 من سبتمبر سنة 1935م، داخل مبنى مجلس نوّاب الولاية.
في ذلك اليوم، كان لونغ يصعد سلالم المبنى بسرعة - كعادته - لذلك تخلّف حرّاسه الشخصيون عنه قليلاً، ولم يلحظوا الدكتور كارل المتخفي في نهاية الممرّ.
وفي لحظة خاطفة، ظهر مسدس بلجيكي الصنع من عيار 32 في يد الدكتور لونغ الذي أطلق النار... وبدأ شيء يشبه حرباً صغيرة.. ومع أن الدكتور سقط أرضاً بسبب إصابته، إلاّ أن الرصاص ظل يتطاير... لقد دخلت ثلاثون طلقة في جسم القاتل المتآمر، واحدة منها في رأسه، والبقية في ظهره... أما الجدران فقد امتلأت ثقوباً...
في المشفى، حاول الأطباء إنقاذ الضحية وإجراء عملية نقل دم له، وتبين أن رصاصتين مزقتا المعدة، وثلاثة مزّقت إحدى الكليتين... ولذلك فشلت عملية نقل الدم في إنقاذ حياة لونغ.. وفي الساعة الرابعة فجراً، توفي مرشح الرئاسة الأمريكية الطموح بتاريخ العاشر من سبتمبر سنة 1935م، بمدينة باتون روج، لويزيانا.

## جنازته
سارت جنازة رسمية لتشييع جثمان السيناتور لونغ، ولكن ألغيت التشربعات التي كان يحلم بتطبيقها في سبيل تحقيق العدالة الاجتماعية. وبعد موته، تبيّن للجمهور أنَّ لونغ مات فقيراً.. ولم يترك وصية.
السلطات من جانبها أعلنت أنها لم تعثر على على دلائل لإثبات وجود مؤامرة، ولأن الفاعل قد مات، فإن الدوافع الحقيقة ماتت معه.. ولن يعرف أي مخلوق حقيقة وخفايا ذلك الاغتيال |

## روابط خارجية
- هيوي لونغ على موقع IMDb (الإنجليزية)
- هيوي لونغ على موقع الموسوعة البريطانية (الإنجليزية)
- هيوي لونغ على موقع ميوزك برينز (الإنجليزية)
- هيوي لونغ على موقع إن إن دي بي (الإنجليزية)
- هيوي لونغ على موقع ديسكوغز (الإنجليزية)